# Saison 10 de Stargate SG-1
Chronologie
Saison 9 Stargate : L'Arche de vérité
Cet article présente le guide des épisodes de la dixième saison de la série télévisée Stargate SG-1 qui se déroule parallèlement à l'action de la Saison 3 de Stargate Atlantis.

## Distribution

### Principaux
- Ben Browder : Lieutenant-Colonel Cameron Mitchell
- Amanda Tapping : Lieutenant-Colonel Samantha Carter
- Christopher Judge : Teal'c
- Claudia Black: Vala Mal Doran
- Beau Bridges : Major-Général Hank Landry
- Michael Shanks : Dr Daniel Jackson

### Invités
- Richard Dean Anderson : Major-Général Jack O'Neill (épisodes 6 et 14)
- Don S. Davis : Major-Général George Hammond (épisodes 6 et 13)

## Épisodes

### Épisode 1:L'Oricy
- États-Unis : 14 juillet 2006 sur Sci Fi
- France : 17 avril 2007 sur Série Club ; 3 novembre 2007 sur M6

- Tony Amendola (Bra'tac)
- Robert Picardo (Richard Woolsey)
- Matthew Glave (Colonel Paul Emerson)
- Martin Christopher (Major Kevin Marks)
- Tim Guinee (Tomin)
- Eric Steinberg (Netan)
- Gary Jones (Sergent Walter Harriman)
- Garry Chalk (Colonel Chekov)
- Jodelle Ferland (Adria à 7 ans)
- Brenna O'Brien (Adria à 12 ans)
- Emma Rose Cooper (Adria à 4 ans)
- Doug Abrahams (Prêcheur)
- Apollonia Vanova (Soldat Russe)
- Gwenda Lorenzetti (Servante Ori)
- Trevor Devall (Kvasir) (Voix)
- Bruno Verdoni (Officier de l'Alliance Luxienne)

### Épisode 2:Dans les bras de Morphée
- États-Unis : 21 juillet 2006 sur Sci Fi
- France : 24 avril 2007 sur Série Club ; 3 novembre 2007 sur M6

- Robert Picardo (Richard Woolsey)
- Ben Ratner (Dr Hutchison)
- Robin Mossley (Dr Reimer)

### Épisode 3:Chassé-croisé
- États-Unis : 28 juillet 2006 sur Sci Fi
- France : 1er mai 2007 sur Série Club ; 10 novembre 2007 sur M6

- David Hewlett (Dr Rodney McKay)
- Joe Flanigan (Lieutenant-Colonel John Sheppard)
- Torri Higginson (Dr Elizabeth Weir)
- Matthew Glave (Colonel Paul Emerson)
- Sarah Strange (La Fée Morgane)
- Gary Jones (Sergent Walter Harriman)
- David Nykl (Dr Radek Zelenka)
- Matthew Walker (Moros/Merlin)
- Chuck Campbell (Sergent Chuck)

### Épisode 4:La Guerre des clones
- États-Unis : 4 août 2006 sur Sci Fi
- France : 8 mai 2007 sur Série Club ; 10 novembre 2007 sur M6

- Cliff Simon (Ba'al)
- Peter Flemming (Agent Malcolm Barrett)
- Bill Dow (Dr Bill Lee)
- Lesley Ewen (Dr Sheffield)
- Gary Jones (Sergent Walter Harriman)

- Le titre français de l'épisode fait référence à un conflit majeur de l'univers de Star Wars: la Guerre des clones.

### Épisode 5:La Créature
- États-Unis : 11 août 2006 sur Sci Fi
- France : 15 mai 2007 sur Série Club ; 17 novembre 2007 sur M6

- Keegan Connor Tracy (Dr. Redden)
- Eric Breker (Colonel Albert Reynolds)

### Épisode 6:Wormhole X-Treme, le film
- États-Unis : 18 août 2006 sur Sci Fi
- France : 17 novembre 2007 sur M6

- Christian Bocher (Raymond Gunne/Dr Levant)
- Willie Garson (Martin Lloyd)
- Julie Johnson (Jeune Carter)
- Gary Jones (Walter Harriman)
- Cory Monteith (Jeune Mitchell)
- Dan Shea (Siler)
- Richard Dean Anderson (Général O'Neill)
- Don S. Davis (Général Hammond)
- Peter DeLuise (Acteur remplaçant sur Wormhole X-Treme)
- Isaac Hayes (Narrateur)
- Jill Teed (Stacy Monroe)

- Il s'agit d'un clin d'œil à l'occasion du 200e épisode puisqu'il fait références à plusieurs films ou séries télévisées, dont Le Magicien d'Oz, Star Trek, Les Sentinelles de l'air (ou Les Aventures de Lady Pénélope) et Farscape, avec en prime une apparition du Général O'Neill.

### Épisode 7:La Riposte
- États-Unis : 25 août 2006 sur Sci Fi
- France : 24 novembre 2007 sur M6

- Morena Baccarin (Adria)
- Tony Amendola (Bra'tac)
- Matthew Glave (Colonel Paul Emerson)
- Richard Whiten (Bo'rel)
- Gary Jones (Sergent Walter Harriman)
- David Andrews (Se'tak)

### Épisode 8:Amnésie
- États-Unis : 8 septembre 2006 sur Sci Fi
- France : 24 novembre 2007 sur M6

- Don Stark (Sal)
- Sonya Salomaa (Athéna)
- Brendan Beiser (Weaver)
- Gary Jones (Sergent Walter Harriman)

### Épisode 9:Aux mains des rebelles
- États-Unis : 15 septembre 2006 sur Sci Fi
- France : 1er décembre 2007 sur M6

- Eric Steinberg (Netan)
- Rudolf Martin (Anateo)
- Matthew Glave (Colonel Paul Emerson)
- Hawthorne James (Gavos)
- Adrien Dorval (Borzin)
- Sean Campbell (Solek)
- Timothy Paul Perez (Vashin)
- Gary Jones (Sergent Walter Harriman)
- Scott McNeil (Kefflin)
- Michael Rogers (Major Escher)

### Épisode 10:La Quête du Graal (1/2)
- États-Unis : 22 septembre 2006 sur Sci Fi
- France : 1er décembre 2007 sur M6

- Morena Baccarin (Adria)
- Cliff Simon (Ba'al)
- Rod Loomis (Osric)

### Épisode 11:La Quête du Graal (2/2)
- Royaume-Uni : 9 janvier 2007 sur Sky One
- États-Unis : 13 avril 2007 sur Sci Fi
- France : 8 décembre 2007 sur M6

- Morena Baccarin (Adria)
- Cliff Simon (Ba'al)
- Matthew Walker (Merlin)

### Épisode 12:La Grande Illusion
- Royaume-Uni : 16 janvier 2007 sur Sky One
- États-Unis : 20 avril 2007 sur Sci Fi
- France : 8 décembre 2007 sur M6

- Tim Guinee (Tomin)
- Aisha Hinds (Thilana)
- Eric Breker (Colonel Albert Reynolds)
- Aaron Craven (Matar)

### Épisode 13:Dimension parallèle
- Royaume-Uni : 23 janvier 2007 sur Sky One
- États-Unis : 27 avril 2007 sur Sci Fi
- France : 24 mai 2010 sur NRJ 12

- David Hewlett (Rodney McKay)
- Don S. Davis (General Hammond)
- Kavan Smith (Major Evan Lorne)
- Kendall Cross (Julia Donovan)
- Bill Dow (Dr. Bill Lee)

### Épisode 14:Question de confiance
- Royaume-Uni : 30 janvier 2007 sur Sky One
- États-Unis : 4 mai 2007 sur Sci Fi
- France : 30 mai 2010 sur NRJ 12

- Morena Baccarin (Adria)
- Robert Picardo (Richard Woolsey)
- Christopher Gaze (Tevaris)
- Richard Dean Anderson (Major-Général Jack O'Neill)

### Épisode 15:Morts ou Vifs
- Royaume-Uni : 6 février 2007 sur Sky One
- États-Unis : 11 mai 2007 sur Sci Fi
- France : 30 mai 2010 sur NRJ 12

- Anne Marie DeLuise (Amy Vanderberg)
- David Lovgren (Darrell Grimes)
- Mike Dopud (Odai Ventrell)
- Eric Steinberg (Netan)
- Bill Dow (Dr Bill Lee)
- Gary Jones (Sergent Walter Harriman)
- Timothy Paul Perez (Vashin)

### Épisode 16:Prise d'otages
- Royaume-Uni : 13 février 2007 sur Sky One
- États-Unis : 18 mai 2007 sur Sci Fi
- France : 2 juin 2010 sur NRJ 12

- Joshua Malina (Dr Cicero)
- Alistair Abell (Gardien Jayem Saran)
- Richard Zeman (Lourdes Maylay)
- Sean Allan (Chancelier Atius)
- Danielle Kremeniuk (Hesellven)
- Haley Beauchamp (Sylvana)
- Brent O'Connor (Heren)
- Ron Canada (Négociateur Quartus)

### Épisode 17:La Loi du talion
- Royaume-Uni : 20 février 2007 sur Sky One
- États-Unis : 1er juin 2007 sur Sci Fi
- France : 15 juin 2010 sur NRJ 12

- Tony Amendola (Bra'tac)
- Craig Fairbrass (Arkad)
- Eric Breker (Colonel Albert Reynolds)
- Peter Kent (Kintac)
- Gary Jones (Sergent Walter Harriman)
- Lexa Doig (Dr Carolyn Lam)

### Épisode 18:Un air de famille
- Royaume-Uni : 27 février 2007 sur Sky One
- États-Unis : 8 juin 2007 sur Sci Fi
- France : 15 juin 2010 sur NRJ 12

- Fred Willard (Jacek)
- Gary Jones (Sergent Walter Harriman)
- Bill Dow (Dr Bill Lee)
- Lexa Doig (Dr Carolyn Lam)

### Épisode 19:La Symbiose du mal
- Royaume-Uni : 6 mars 2007 sur Sky One
- États-Unis : 15 juin 2007 sur Sci Fi
- France : 15 juin 2010 sur NRJ 12

- Morena Baccarin (Adria)
- Cliff Simon (Ba'al)
- Peter Flemming (Agent Malcolm Barrett)
- Eric Breker (Colonel Albert Reynolds)
- Jonathan Walker (Ta'Seem)

### Épisode 20:Le Temps d'une vie
- Royaume-Uni : 13 mars 2007 sur Sky One
- États-Unis : 22 juin 2007 sur Sci Fi
- France : 15 juin 2010 sur NRJ 12

- Gary Jones (Sergent Walter Harriman)
- Martin Christopher (Major Kevin Marks)
- Michael Shanks (Thor) (Voix)

## Audiences

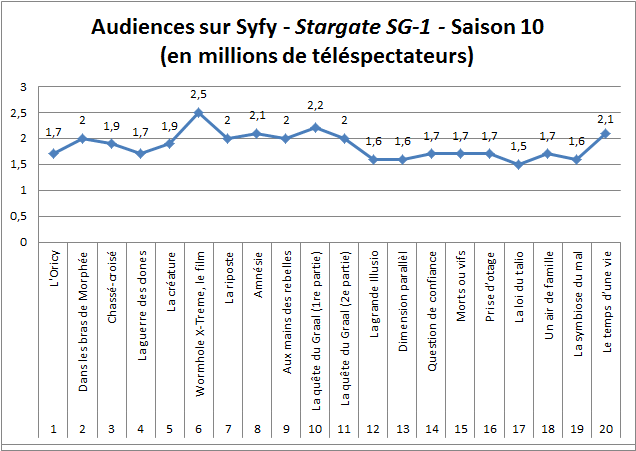
Courbe des audiences de la saison 10.

C'est notamment en raison d'une chute de 20 % des audiences sur la première moitié de la saison par rapport au début de la saison précédente que la série a été arrêtée. L'annonce de l'annulation a eu lieu peu après l'épisode spécial Wormhole X-Treme, le film, le 200e de la série qui a réalisé le record de la saison en ayant été vu par près de 2,54 millions de téléspectateurs lors de la première diffusion aux États-Unis,.
Finalement, avec une moyenne de 1,9 million de téléspectateurs contre 2,5 millions durant la neuvième saison, c'est une diminution de près de 25 % du public.